# Buros
Buros é uma comuna francesa na região administrativa da Nova Aquitânia, no departamento dos Pirenéus Atlânticos. Estende-se por uma área de 13,75 km². Em 2010 a comuna tinha 1 948 habitantes (densidade: 141,7 hab./km²).